# ケイトリン・ロブロック
ケイトリン・ロブロック（Kaitlyn Robrock、1983年12月30日 - ）は、アメリカ合衆国の声優。
ディズニー映画のミニーマウスの声を演じている。